# Румина (певица)
Румяна Милева, по-известна като Румина, е българска попфолк певица.

## Биография и творчество
Родена е на 12 април 1985 г. в град Пловдив.
Певицата е кръстена на дядо си Рангел, а музикалният си талант е наследила от майка си. Има сестра, която е с 4 години по-голяма от нея. На 15 години завършва курсове за манекени и фотомодели в агенцията „Грация и стил“. Учи в Техникум по хранене и туризъм. Малко след това осъзнава, че не модата е нейното поприще, а музикалната сцена. На 16 години се записва в школа по солфеж и пеене, където се обучава дълго време. Докато е ученичка, започва да пее по заведения в Пловдив през лятната ваканция. След като завършва техникум по Хранене и туризъм, се мести в София.
Явява се в София на прослушване в музикална компания „Диапазон Рекърдс“. С нея записва първата си песен „Бързо отпусни“. През 2005 г. записва и първия си видеоклип към песента Докосвай ме, който я прави известна. Заснет е и клип, с който популярността на певицата се увеличава. Навръх Нова година, Румина има участие в Дубай – едно от най-известните ѝ задгранични участия засега.
През 2006 година Румина записва песните Махни си ръката и Можеш ли, след това прави видеореализация и на двете песни.
През 2007 година Румина издава своят първи хит – Жестоко. След него е заснет и пилотният сингъл към дебютният ѝ албум – Нека позная. През октомври 2007 година на музикалният пазар се появява дебютният албум на Румина – Жестоко. На 16 декември 2007 година Румина създава първият си фенклуб в София. Мястото, където звездата официално представя песните от албума си е клуб „Сарай“.
През май 2008 година Румина реализира клип към песента Имаш моето сърце. На 7 август същата година изпълнителката пуска сингълът Късно се сети, следван от негов ремикс. На 6 септември 2008 година певицата се явява на фестивалът „Пирин Фолк – Сандански“ с песента Вдигни очи към Пирина. На 7 септември 2008 година Румина печели първата си награда – Награда на публиката за песента „Вдигни очи към Пирина“. През ноември 2008 година Румина издава песента Направо върха.
На 14 февруари 2009 година певицата издава първата си балада – „Убиец е сърцето“. През март същата година Румина печели призът „Най-секси певица“ в третото издание на „Нощта на сексбомбите“. През пролетта изпълнителката издава Черпя всички, а през лятото на 2009 година Румина представя първият си дует Ало, вижте с дуетният си партньор Ivan. През зимата на 2009 година Румина промотира проекта Двойно по-голям.
През месец май 2010 година излиза песента Не целувам непознати, която има заснета LIVE версия. Малко след това, Румина напуска музикална компания Диапазон Рекърдс и подписа с Ара Мюзик. Първата песен на Румина с новата компания е Пий една студена вода, която е дело на хит тандема – Росен Димитров и Оцко. След това
записва песента Казах ти и отново музиката е на Оцко, а текста на Йордан Ботев.
През 2011 г. излиза песента „Секси кукли“, която е дело на Оцко, а текста на Тина Денчева.
През 2012 година на 11 юли в 14 и 40 часа Румина стана майка, роди момченце което се казва Майкал.
През декември 2012 година излезе новата песен на Румина Извън контрол, която е дело на Дидо Калпаков и Лора Димитрова.
През юни 2017 г. след няколкогодишна пауза, изпълнителката на хита „Жестоко“ отново излиза на музикалната сцена. Румина се завръща в семейството на Ара Мюзик. През юни 2017 г. излиза песента Не си за мен по музика и аранжимент на Мартин Биолчев и текст на Мариета Ангелова. Същата година, през септември излиза песента Искам те и е по музика и аранжимент на Даниел Ганев, а текста е дело на Петя Радева.
През 2018 г. Румина в края на май, пуска клипа към песента Тая ненормална по музика на Боби Павлов, а за текста се довери на Мариета Ангелова. Парчето съчетава в себе си игриви летни ритми и закачлив текст. През декември 2018 г. Румина представи клипа към Мноо яко. Музиката на песента е танцувална и е дело на Мартин Биолчев, а текстът е купонджийски, написан отново от Мариета Ангелова.
През 2019 г. в месец юни, Румина пуска своето лятно парче Ти си тук, по музика на Боби Павлов, а за текста за първи път се доверява на Костадин Милев. Главна роля във видеореализацията е отделена на Жори Руменов (Лазар от уеб сериала „София ден и нощ“). Резултата си личи, за кратко време песента успява да докосне сърцата на хората.
През 2020 г. в месец септември след дълги години, Румина за радост на своите фенове пуска клипа към баладата Спри го, която е дело на Дидо Калпаков и Костадин Милев. „Спри го“ е много мелодична песен със запомнящ се аранжимент. В текста може да се намери всеки, който някога е бил раняван в любовта, но продължава да вярва в нея.
През 2021 г. в месец март Румина представя на феновете си едни от най-обичаните нейни хитове, събрани в Best Mashup.

## Дискография

### Студийни албуми
- Жестоко (2007)

## Награди
- Диплома за модел в „Роял фешън“
- титла „Мини мис“ – Пловдив
- избрана е и за момиче на в. „Марица“

- 2009 година

Най-секси певица – Румина – „Нощта на сексбомбите“, 3-то издание
- 2008 година

Награда на публиката за Авторска македонска песен: „Вдигни очи към Пирина“ – фестивал „Пирин Фолк“, 16-то издание
Най-секси певица – Румина
НОМИНАЦИИ:
- 2010 година:

XII годишни награди сп. „Нов фолк“: Най-прогресиращ млад изпълнител – Румина
- 2009 година:

Трето издание „Нощта на сексбомбите“: Най-секси певица – Румина
За хит на дует/група 2009
Ало, вижте – Румина и Иван
- 2007 година:

радио „Романтика“: Песен на 2007 г. „Нека позная“
сп. „Нов фолк“: Дебютен албум на годината „Жестоко“